# Cornus meyeri
Cornus meyeri — вид квіткових рослин з родини деренових (Cornaceae).

## Біоморфологічна характеристика
Це чагарник, який росте переважно в помірному біомі.

## Поширення
Іран, Південний Кавказ, Туркменістан.